# Hilton Head Classic 1975
L'Hilton Head Classic 1975 è stato un torneo di tennis. È stata la 2ª edizione del torneo, che fa parte dei Tornei di tennis femminili indipendenti nel 1975. Si è giocato ad Hilton Head negli USA dal 20 al 24 ottobre 1975.

## Campionesse

### Singolare
Chris Evert ha battuto in finale  Evonne Goolagong con il punteggio di 6–1, 6–1

### Doppio
Rosie Casals /  Chris Evert hanno battuto in finale  Evonne Goolagong /  Virginia Wade con il punteggio di 7–5, 6–1